# And the Glass Handed Kites
And the Glass Handed Kites је четврти албум групе Мју и објављен је 19. септембра 2005 у Данској. Тема албума је страх, и по композицији, знатно се разликовао од свог претходника, албума "Frengers". Сам албум често је називан и 'једном дугом песмом' због неприметног претапања једне песме у другу и непостојања видљивих прелаза. Пре објављивања албума, песма "Special" је објављена као сингл и често се могла чути на радију. "And the Glass Handed Kites" је објављен прво у Данској и Уједињеном Краљевству, а затим и у остатку Европе и Сједињеним Америчким Државама у јулу 2006. Након објављивања албума, басиста Јохан Волерт (енгл. Johan Wohlert), напушта бенд како би се посветио својој породици, Мју постају трио.

## Списак песама
1. "" – 2:45
2. "" – 3:33
3. "" – 3:50
4. "" – 1:15
5. "" – 4:46
6. "" – 3:12
7. "" – 4:43
8. "" – 3:29
9. "" – 3:18
10. "" – 3:40
11. "" – 1:05
12. "" – 4:18
13. "" – 6:45
14. "" – 7:20

* На јапанској верзији албума налазе се и две бонус песме "Forever and Ever" и "Shiroi Kuchibiru No Izanai (White Lips Kissed)".